# Ригас-Фереос
Ри́гас-Фере́ос (греч. Δήμος Ρήγα Φεραίου) — община (дим) в Греции. Входит в периферийную единицу Магнисия в периферии Фессалия. Население 10 922 человек по переписи 2011 года. Площадь общины — 550,636 квадратного километра. Плотность — 19,84 человека на квадратный километр. Административный центр — Велестинон. Димархом на местных выборах в 2014 году избран и в 2019 году переизбран Димитриос Насикас (Δημήτριος Νασίκας).
Община названа по имени греческого писателя и деятеля греческого национально-освободительного движения Ригаса Фереоса (ок. 1757—1798), уроженца города Велестинон. В свою очередь писатель получил прозвище Фереос по названию древнего города Феры.
Община Ригас-Фереос создана в 2010 году (ΦΕΚ 87Α) по программе «Калликратис» при слиянии упразднённых общин Фере и Карла, а также сообщества Керамидион. Община (дим) Ригас-Фереос делится на три общинные единицы.